# Sinope (maan)
Sinope is een maan van Jupiter. Ze is vernoemd naar Sinope uit de Griekse mythologie.
De naam Sinope kreeg de maan pas in 1975. Tot die tijd ging de maan door het leven met de naam Jupiter IX.
Omdat de maan vanaf aarde is ontdekt met behulp van sterke telescopen en nooit is onderzocht door een ruimtesonde is er weinig over bekend.